# Estadio Municipal Federico Schwager

El Estadio Municipal Federico Schwager es un recinto multiusos ubicado en la comuna de Coronel, en la Región del Biobío de Chile. Tiene una capacidad para unos 2500 espectadores tras su última remodelación. En el recinto efectúa sus partidos de local el club Lota Schwager.
El estadio recibe su nombre del empresario Federico Guillermo Schwager II, vinculado con el auge de la explotación del carbón en las tierras de Coronel y Lota. Fue construido en 1945 por la Compañía Carbonífera e Industrial de Lota —posteriormente conocida como la Empresa Nacional del Carbón (Enacar)— durante el apogeo de la extracción del mineral, y contaba con una capacidad de 13 000 espectadores. En 1984 pasó a manos del club deportivo Lota Schwager, coincidiendo con el comienzo de la crisis del carbón. Desde 1994 el estadio pertenece a la Municipalidad de Coronel, que decidió eliminar algunas aposentadurías para ocuparlas en otros fines, haciendo descender la capacidad inicialmente a 10 700 espectadores sentados.
Debido a sus problemas estructurales, de equipamiento y de seguridad el Estadio Federico Schwager ha sido cuestionado como escenario apto para acoger partidos de alta convocatoria, en especial cuando Lota Schwager estuvo en primera división en el año 2007 donde en sus partidos ante los 3 grandes de Santiago debió ejercer su localía en el Estadio Municipal de Concepción.
A contar del año 2015 Lota Schwager trasladó la mayor parte de sus partidos de local al Estadio Bernardino Luna también ubicado en Coronel. Lota Schwager jugó su último partido en el Federico Schwager antes de su remodelación el 16 de mayo de 2017 cuando derrotó a San Antonio Unido por 1-0 por el campeonato de la Segunda División Profesional temporada 2016-2017.

## Remodelación
En junio del 2019 la Municipalidad de Coronel dio inicio a las obras de remodelación del estadio. Inicialmente hubo confusión y polémica pues se creyó que el recinto se convertiría en un estadio de atletismo con lo que dejaría de acoger definitivamente los partidos de Lota Schwager. Finalmente se aclaró que el recinto podrá seguir acogiendo fútbol, pues aunque el proyecto se enfocaba en crear una pista atlética con estándares de la IAAF quedaría una cancha de 100 por 70 metros, apta para acoger partidos de fútbol profesional y con ello permitir el retorno de Lota Schwager al recinto.
La remodelación incluyó una nueva pista atlética de 8 carriles con certificación IAFF, nueva reja olímpica, baños, bodega, incorporación de un sistema de torres de iluminación, mejoramiento y repintado de graderías y reposición de la cancha central. La inversión superó los 1.900 millones de pesos. Con la nueva pista atlética, se eliminó una de las tribunas del antiguo estadio, por lo que su capacidad se redujo a unos 2.500 espectadores como capacidad máxima.
Finalmente el estadio fue reinaugurado el 26 de febrero de 2021, mientras que Lota Schwager volvió a jugar en el recinto el 22 de agosto de 2021 cuando derrotó a Deportes Rengo por 2-1 por el campeonato de la Tercera División A 2021.